# ココ・シャネル (1981年の映画)
『ココ・シャネル』（Chanel Solitaire）は、1981年のイギリス・フランス合作の伝記映画。
監督はジョージ・カッツェンダー、出演はマリー＝フランス・ピジェとティモシー・ダルトンなど。
クロード・ドレの評伝『ココ・シャネル』をもとに、ファッションブランド「シャネル」の創立者でファッションデザイナーの女性ココ・シャネルがパリのファッション・ショーで成功するまでを描いている。

## ストーリー
女性ファッションデザイナーのココ・シャネルがデザイナーとして成功するまでを、エティエンヌ・バルサンやボーイ・カペルとの恋愛、カペルの死などを絡めて描く。

## キャスト
- ガブリエル（ココ）・シャネル - マリー＝フランス・ピジェ
- アーサー（ボーイ）・カペル - ティモシー・ダルトン
- エティエンヌ・バルサン（英語版） - ルトガー・ハウアー
- アドリエンヌ - ブリジット・フォッセー
- エミリエンヌ・ダランソン - カレン・ブラック